# Kostrzyca (Mysłakowice)
Kostrzyca [kɔsˈtʂɨt͡sa] (deutsch: Quirl) ist ein Ortsteil der Landgemeinde Mysłakowice in Powiat Jeleniogórski der Woiwodschaft Niederschlesien in Polen. 

## Geographie
Kostrzyca liegt am Fuße des Riesengebirges im Hirschberger Tal, etwa drei Kilometer südöstlich von Mysłakowice (Zillerthal-Erdmannsdorf), zwölf Kilometer südöstlich von Jelenia Góra (Hirschberg) und 115 Kilometer südwestlich von Breslau. 
Nachbarorte sind im Osten Bukowiec (Buchwald), im Südosten Kowary (Schmiedeberg im Riesengebirge) und im Nordwesten Mysłakowice (Zillerthal-Erdmannsdorf).

## Geschichte

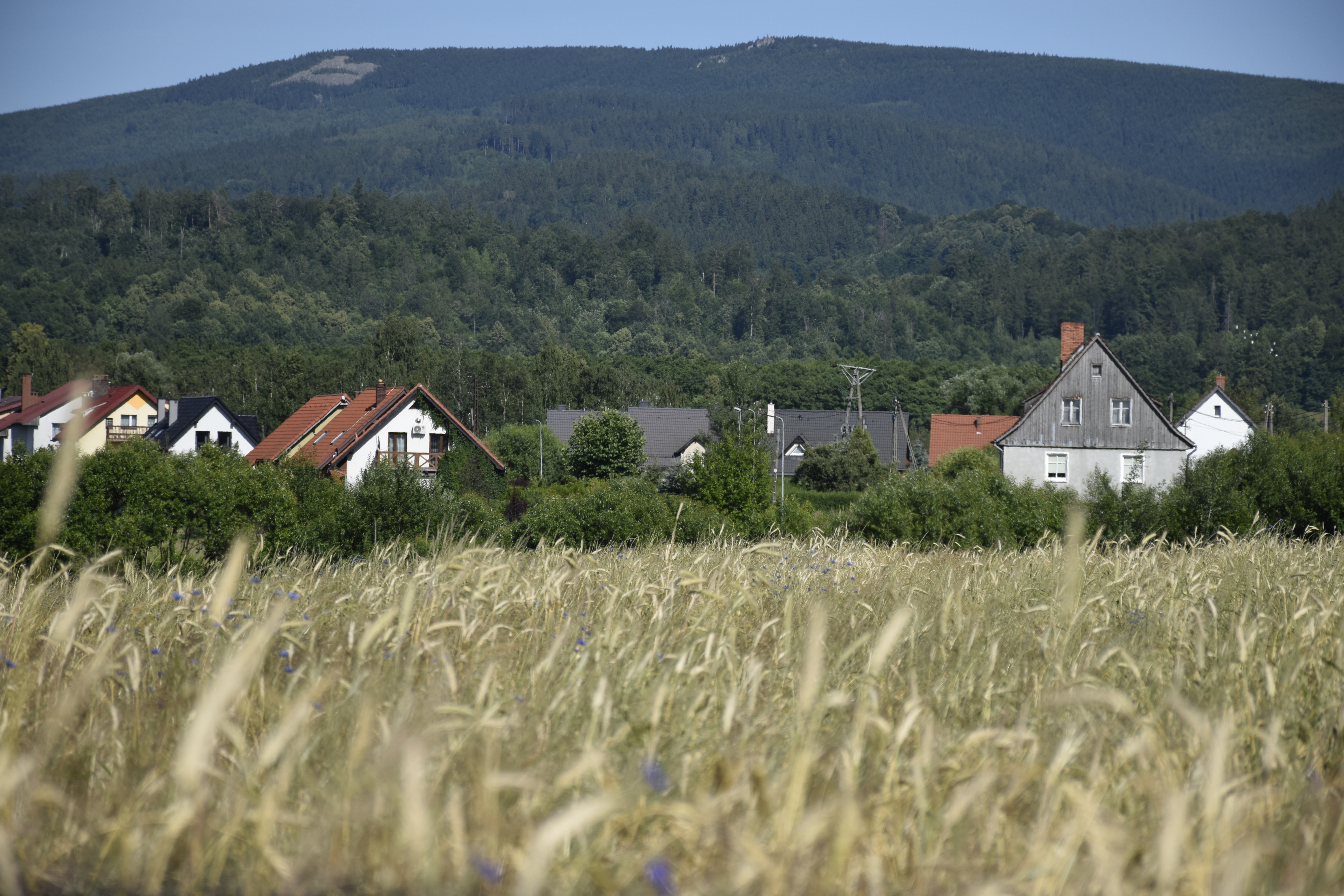
Blick auf den Ort

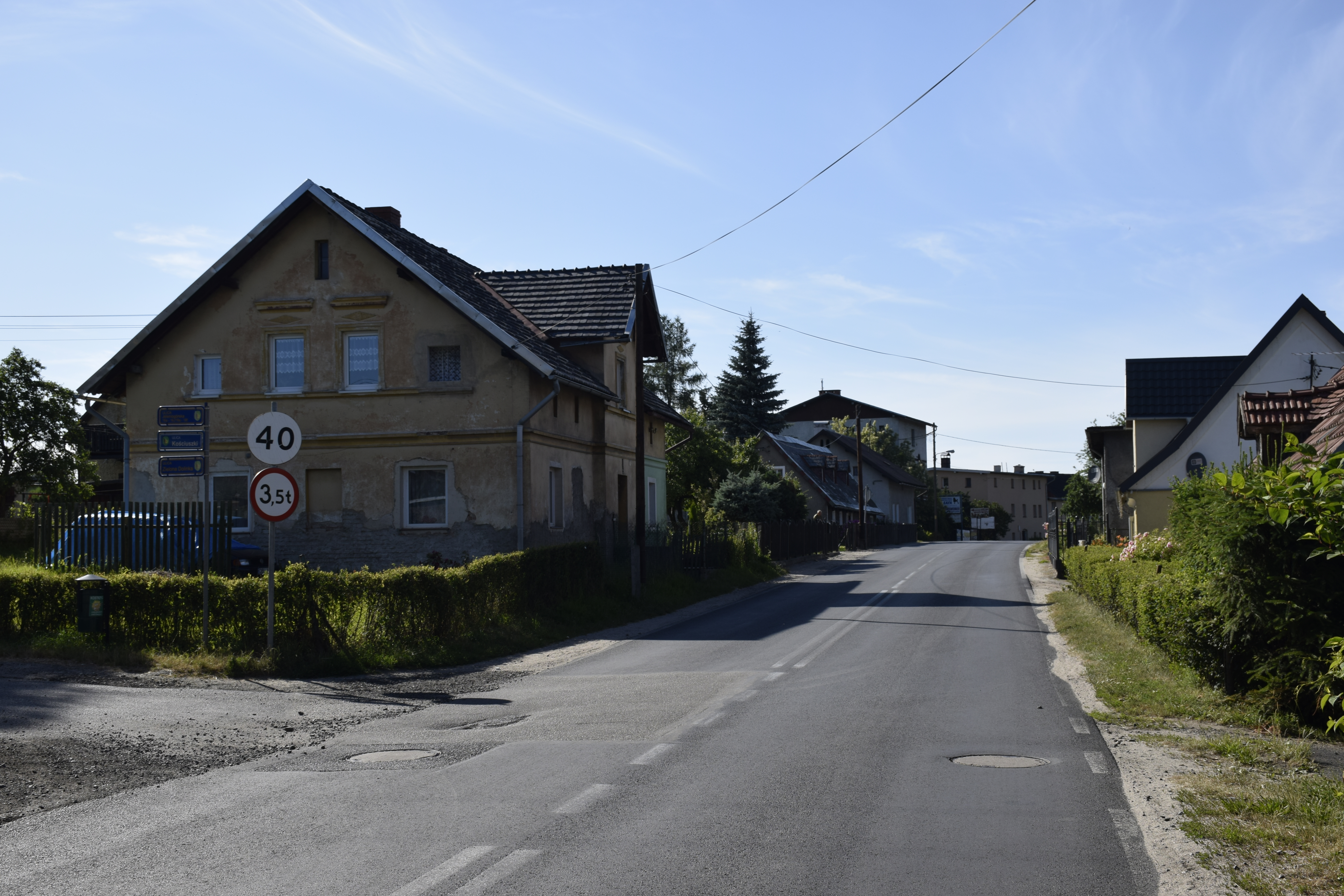
Dorfpartie

Einer Legende nach wurde das Dorf 1241 während der Schlacht bei Walstatt gegründet, da es wegen seiner versteckten Lage den fliehenden Menschen Zuflucht bot. Bereits im 14. Jahrhundert existierte hier eine Glashütte, deren Ruinen noch zu finden sind. Zudem gab es eine bekannte Schänke, deren verlassene Gewölbe bis zur Mitte des 19. Jahrhunderts sichtbar waren. Noch vor dem Ausbruch des Dreißigjährigen Krieges ist das Dorf von seinen Einwohnern verlassen worden, nicht zuletzt wegen der Hochwassergefahr. Der Überlieferung nach gründeten einige von ihnen anschließend (um. 1600) das naheliegende Städtchen Petersdorf. Mitte des 18. Jahrhunderts war die Ortschaft bereits von Bauern, Gärtnern und Handwerkern wiederbesiedelt.
Nach dem Ersten Schlesischen Krieg 1742 fiel Quirl mit dem größten Teil Schlesiens an Preußen. 1818 wurde es dem Landkreis Hirschberg im Riesengebirge eingegliedert. 1830 wurde aus der Landgemeinde Quirl der Amtsbezirk Quirl gebildet. 1845 bestand das Dorf aus einer evangelischen Schule und weiteren 127 Häusern. Im gleichen Jahr zählte das Dorf 673 Einwohner, davon 39 katholisch.
1933 lebten in Quirl 1019 Einwohner, 1939 waren es 1044.
Als Folge des Zweiten Weltkriegs fiel Quirl 1945 unter polnische Verwaltung. Es wurde zunächst in Gniewków umbenannt und nachfolgend der Woiwodschaft Schlesien zugeordnet. Im Dezember 1946 erfolgte die Umbenennung in Kostrzyca Bis 1946 wurden die Einwohner vertrieben und das Dorf mit Polen neubesiedelt. 1950 kam Kostrzyca zur Woiwodschaft Breslau. Zwischen 1975 und 1998 gehörte das Dorf zur Woiwodschaft Jelenia Góra. Seit 1999 gehört es zum Powiat Jeleniogórski in der Woiwodschaft Niederschlesien.

### Historische Namen
- 1403 Twirl
- 1491 Quirl
- 1677 Qirdel
- 1687 Quierl
- 1786 Quirl
- 1945 Gniewków
- 1946 Kostrzyca

### Einwohnerentwicklung
| Quirl/Kostrzyca: Einwohnerzahlen von 1834 bis 2011                                   | Quirl/Kostrzyca: Einwohnerzahlen von 1834 bis 2011 | Quirl/Kostrzyca: Einwohnerzahlen von 1834 bis 2011 | Quirl/Kostrzyca: Einwohnerzahlen von 1834 bis 2011 | Quirl/Kostrzyca: Einwohnerzahlen von 1834 bis 2011 |
| ------------------------------------------------------------------------------------ | -------------------------------------------------- | -------------------------------------------------- | -------------------------------------------------- | -------------------------------------------------- |
| Jahr                                                                                 |                                                    |                                                    |                                                    | Einwohner                                          |
| 1834                                                                                 | 1834                                               |                                                    | 621                                                | 621                                                |
| 1840                                                                                 | 1840                                               |                                                    | 673                                                | 673                                                |
| 1905                                                                                 | 1905                                               |                                                    | 1.044                                              | 1.044                                              |
| 1925                                                                                 | 1925                                               |                                                    | 983                                                | 983                                                |
| 1941                                                                                 | 1941                                               |                                                    | 1.019                                              | 1.019                                              |
| 1945                                                                                 | 1945                                               |                                                    | 1.043                                              | 1.043                                              |
| 1970                                                                                 | 1970                                               |                                                    | 1.005                                              | 1.005                                              |
| 1988                                                                                 | 1988                                               |                                                    | 1.098                                              | 1.098                                              |
| 2000                                                                                 | 2000                                               |                                                    | 847                                                | 847                                                |
| 2011                                                                                 | 2011                                               |                                                    | 888                                                | 888                                                |
| Datenquelle: GUS: Ludność – struktura według ekonomicznych grup wieku. Warszawa 2011 |                                                    |                                                    |                                                    |                                                    |

## Bauwerke
In Kostrzyca befindet sich ein 100 Meter hoher Kamin (⊙) eines ehemaligen Heizkraftwerks, der heute als Fernmeldeturm und als Anlage für Bungeespringen genutzt wird.

## In Ort geborene Persönlichkeiten
- Karl-Heinz Drescher (1936–2011), deutscher Gebrauchsgrafiker

- Blalla W. Hallmann (1941–1997), deutscher Maler und Grafiker